# Чабановка (Луганская область)
Чабановка (укр. Чабанівка) — село, относится к Новоайдарскому району Луганской области Украины.
Население по переписи 2001 года составляло 585 человек. Почтовый индекс — 349573. Телефонный код — 6445. Занимает площадь 4,037 км². Код КОАТУУ — 4423188001.

## Местный совет
93513, Луганська обл., Новоайдарський р-н, с. Чабанівка, вул. Миру, 41  (укр.)

## Известные уроженцы, жители
- Коваленко, Василий Степанович (1930—2016) — заслуженный тренер СССР по пулевой стрельбе.